# Kościół Niepokalanego Serca Maryi w Piaskach (powiat gostyński)
Kościół Niepokalanego Serca Maryi w Piaskach – rzymskokatolicki kościół parafialny w dawnym mieście Piaski, w gminie Piaski, w powiecie gostyńskim, w województwie wielkopolskim. Mieści się przy ulicy Dworcowej. Należy do dekanatu gostyńskiego.
Świątynia została zbudowana w latach 1775–1782 jako zbór kalwiński. Jest to kościół salowy, który posiada zamknięte wielokątnie prezbiterium i kwadratową wieżę od strony zachodniej. Budowla posiada konstrukcję szachulcową, wypełnioną gliną i cegłą. Dookoła nawy głównej znajdują się empory o dwóch kondygnacjach.